# قائمة مؤلفات محمد صالح المنجد
قائمة مؤلفات محمد صالح المنجد، هي قائمة مؤلفات ألَّفها الشيخ محمد صالح المنجد حول مواضيع تتعلَّق بالدين الإسلامي، كثير منها في التزكية والسيرة النبوية والتفسير والحديث.

## المؤلفات
1. أحوال المصطفى.
2. كيف عاملهم (أكثر كتاب تم بيعه في معرض الكتاب بالرياض عام 1435 هـ).
3. اترك أثرًا قبل الرحيل.
4. سلسلة العقيدة الصحيحة.
5. معاني الأذكار.
6. أعمال القلوب (تحتوي على عشر كتيبات).
7. مفسدات القلوب (تحتوي على عشر كتيبات).
8. وسائل الثبات على دين الله.
9. 100 دعاء من الكتاب والسنة الصحيحة.
10. الكوابح: نفسك كيف تضبطها؟
11. حُمَّى الألعاب الإلكترونيّة.
12. ظاهرة ضعف الإيمان.
13. الدليل إلى الموضوعات الإسلامية (صدر منه ثلاثة أجزاء).
14. مشروعك الذي يلائمك.
15. صناعة الترفيه.
16. 31 فائدة في تدبر وتلاوة القرآن الكريم.
17. السفر: آداب وأحكام.
18. المجمعات التجاريّة: آداب وأحكام.
19. العيد: آداب وأحكام.
20. 33 سببًا للخشوع في الصلاة.
21. الصيام سؤال وجواب.
22. مختصر في زكاة العقار.
23. على عتبة الزواج.
24. 38 فائدة في العشر الأواخر وليلة القدر.
25. مسابقات في العلم الشرعي.
26. ثلاثون فائدة في أسماء وصفات الله تعالى.
27. ماذا تفعل في الحالات الآتية.
28. 173 عملًا صالحًا في رمضان.
29. عشرون فائدة في الاستقامة بعد رمضان والإجازة الصيفية.
30. نظرات في القصص والرّوايات.
31. 34 فائدة في أحكام الصيام.
32. الأربعون في الاستعاذات النبوية.
33. المتقلبون.
34. 35 فائدة في سجود السهو.
35. خمسون فائدة في زكاة الفطر.
36. كيف تقرأ كتابًا.
37. 21 فائدة في الاستسقاء وأحكامه.
38. بدعة إعادة فهم النَّص.
39. 48 فائدة في قيام الليل والتراويح.
40. رسالة إلى الطبيب المسلم.
41. مراعاة المشاعر.
42. سنن الله في خلقه.
43. 21 فائدة في صيام الست من شوّال.
44. صراع مع الشهوات.
45. مسائل في الدعوة والتربية.
46. 50 مسألة وفائدة في الاعتكاف.
47. فتيان الإيمان.
48. قصص الصحابة في عهد النبوة.
49. سبعون مسألة في الصيام.
50. 22 فائدة في الزلازل وأحكامها.
51. العادة السيئة.
52. 173 عملًا صالحًا في عشر ذي الحجة.
53. تطييب الخواطر.
54. 23 فائدة في أيام التشريق.
55. أربعون فائدة في يوم الجمعة.
56. كونوا على الخير أعوانًا.
57. 23 فائدة في الإجازات والرحلات.
58. خمسون فائدة في أحكام الطعام والشراب.
59. المنهيّات الشرعية.
60. 26 فائدة في اغتنام رمضان.
61. شرح الأربعين النَّوويّة.
62. 55 فائدة في يوم عرفة.
63. الكشاف في آداب الاعتكاف.
64. 36 فائدة في أحكام النكاح وآدابه.
65. طوبى للشام.
66. 46 فائدة في الكسوف والخسوف.
67. ثلاثون فائدة في طلب العلم.
68. رمضان فرصة للتربية والتعليم.
69. عشرون فائدة في شهر رجب.
70. 55 فائدة في آداب العيد وأحكامه.
71. علاج الهموم.
72. 47 فائدة ونصيحة في بداية العام الدراسي.
73. الأزمة الماليّة.
74. أربعون فائدة في بر الوالدين.
75. شرح الشمائل المحمديّة.
76. 15 فائدة في شهر صَفَر.
77. الفقه والاعتبار في فاجعة السيل الجرار.
78. 42 فائدة في محرم وعاشوراء.
79. أربعون فائدة ونصيحة في الاختبارات.
80. أريد أن أتوب ولكن!
81. شكاوى وحلول.
82. 38 فائدة في التعامل مع الأوبئة.
83. أربعون نصيحة لإصلاح البيوت.
84. أخطار تهدد البيوت.
85. 44 فائدة في عشر ذي الحجة.
86. زاد الصائم.
87. زاد الحجّ.
88. 15 فائدة في شهر ذي القعدة.
89. أربعون فائدة في صلة الرحم.
90. 41 فائدة في أحكام الشتاء والمسح على الخفين.
91. أدرك أهلك قبل أن يحترقوا.
92. 43 فائدة في أحكام المولود.
93. الأساليب النبويّة في معالجة الأخطاء.
94. 28 فائدة عن الخشوع في الصلاة.
95. محرمات استهان بها الكثير من الناس.
96. 67 مسألة في الأضحية.
97. 32 فائدة في شهر شعبان.
98. تفسير الزَّهراوين: سورتا البقرة وآل عمران.
99. تفسير سورة النِّساء.
100. المفيد في التعامل مع المسلم الجديد.
101. 48 فائدة في تربية الأولاد.
102. الأربعون القلبية.
103. أحكام بر الوالدين.[3][1][4]